# Gilles Jean Marie Barazer de Kermorvan
Gilles Jean Marie Rolland Barazer de Kermorvan, chevalier de Saint Louis, né le 23 décembre 1740 vraisemblablement à Plélo, peut-être à Châtelaudren , et mort le 18 janvier 1817 à Paris, est un général français de la Révolution et de l’Empire.

## Biographie
Il est le troisième fils de Rolland Marie Barazer baptisé paroisse St-Martin à Morlaix et de Marie Jeanne Delpeuch, demoiselle de la Noé, née le 17 février 1720 à Châtelaudren et baptisée le 18 février 1720 en l’église St-Magloire de Châtelaudren. 
Le mariage de ses parents a eu lieu le 11 septembre 1736 en l’église Notre-Dame du Tertre à Châtelaudren. 
Son père, Rolland Barazer de Kermorvan, était capitaine aide major au régiment de Nice. La terre de Kermorvan, située en Tréziny, évêché de Tréguier, avait fief et juridiction. Elle était une des quatre grandes prévôtés de l'évêché de Tréguier.
Il devient lieutenant dans le régiment de Brie (1758-1763) puis sert sous le commandement de Cazimir Pulaski avec les Ottomans dans leur guerre contre les Russes (1772-1775). Il obtient le grade de colonel ingénieur breveté remis par le Sultan Abdülhamid 1er. 
Il demeure à Paris jusqu'en mars 1776. 
Il est l'un des premiers Français à venir en Amérique. Il est recommandé à Jacques Barbeu-Dubourg par Vergennes (ancien Ambassadeur de Constantinople) qui le recommandera à Benjamin Franklin en 1776. Jacques Barbeu-Dubourg lui donne deux lettres à remettre, une à Franklin et l'autre à Benjamin Rush. 
Il atteint New York en juin 1776. 
Washington lui écrit une lettre d’introduction pour le congrès. Il fut reçu cordialement à Philadelphie et quelques semaines plus tard, en juillet 1776, fut mis au travail avec le grade de lieutenant-colonel dans le corps des  ingénieurs affecté dans le New Jersey sous les ordres du général Mercer (mort en 1777 des suites de ses blessures lors de la bataille de Princeton).
Dans cet esprit, il contribua à fortifier Billingsport sur le Delaware. 
Il élaborera le plan des défenses des côtes américaines qu’il enverra à B. Franklin.
Son caractère s’accordant mieux avec des actions plus risquées, il décide de passer au Riflemen (fusiliers), sous les ordres du général Daniel Morgan où « son zèle et son intrépidité » firent merveilles dans de périlleuses missions de reconnaissance de l’armée ennemie du général Burgoyne pendant la bataille de Saratoga.
Il retourne en France le 5 mars 1778. 
Il est nommé capitaine d’infanterie dans l’armée du Roi en 1780. 
Il adhère aux idées révolutionnaires et continue sa carrière pendant la Révolution. Il est promu maréchal de camp au service des États belgiques unis le 21 novembre 1792, puis général de brigade dans les armées françaises le 8 mars 1793, après l'annexion des États belgiques par la France.
Il signa la protestation de la noblesse de Bretagne et fit partie des derniers États de Bretagne.